# 투언안
투언안시(베트남어: Thành phố Thuận An 城舖順安[*])는 베트남 남동부 빈즈엉성의 도시이다.

## 지리
- 동쪽으로 빈즈엉성 지안과 경계를 접한다.
- 서쪽으로 호찌민시 12군과 경계를 접한다.
- 남쪽으로 호찌민시 투득군과 경계를 접한다.
- 북쪽으로 빈즈엉성 투저우못과 경계를 접한다.

## 행정구역
9방과 1사로 구성되어 있다.
- 안푸 방 (An Phú / 安富)
- 안투언 방 (An Thạnh / 安盛)
- 빈추언 방 (Bình Chuẩn / 平準)
- 빈호아 방 (Bình Hòa / 平和)
- 빈념 방 (Bình Nhâm / 平任)
- 흥딘 방 (Hưng Định / 興定)
- 라이티에우 방 (Lái Thiêu / 賴燒)
- 투언자오 방 (Thuận Giao / 順交)
- 빈푸 방 (Vĩnh Phú / 永富)
- 안선 사 (An Sơn / 安山)